# Arnau de Mont-rodon
Arnau de Mont-rodon   (Taradell, c. 1285 - Girona, 21 de novembre de 1348) fou bisbe de Girona. Pertanyent a la noble família de Mont-rodon, radicada a Vic, era canonge de la Catedral de Girona quan fou escollit bisbe (vers el 1335). Assistí al Concili Provincial Tarraconense, celebrat entre 1338 i 1339, sent arquebisbe Arnau Sescomes. Compongué i resolgué el 15 de maig de 1342, una sèrie de plets que hi hagué en temps del rei d'Aragó Pere el Cerimoniós, entre les jurisdiccions reials i eclesiàstiques, sobre els usatges de Pau i Treva. Fundà i dotà la capella dels Quatre Sants Màrtirs de Girona, a la Catedral, dedicada als sants empordanesos Germà, Just, Paulí i Sici, i manà posar una escultura representant a Carles el Gran al mig del retaule, amb un rètol amb la inscripció S. Carolus Magnus i manà d'acord amb els canonges del capítol, que es resés a aquell empedrador com si fos un sant canonitzat, cosa que es feu durant molts anys per la conquesta de Girona, feta segons la tradició per aquell monarca. Així mateix dotà i fundà alguns monestirs de l'orde de Sant Benet. A la seva mort fou sepultat en la Capella dels Quatre Sants Màrtirs en un sepulcre de marbre.
El sepulcre de Sant Daniel també va ser fet per ordre del bisbe Arnau, entre finals de 1345 i principis de 1346, sent abadessa Elisenda d'Alguer i l'obra va ser realitzada pel mestre Aloi de Montbrai, escultor cotitzat per ja haver acomplert encàrrecs reials del rei Pere III el Cerimoniós.